# Marquesado de la Calzada
El marquesado de la Calzada es un título nobiliario español creado por real decreto de 14 de noviembre de 1796 y real despacho de 9 de febrero de 1797, con el vizcondado previo de Mezquita por el rey Carlos IV, a favor de José Vicente Talens y Garrigues, regidor perpetuo de Carcagente.

## Marqueses de la Calzada
|                        | Titular                                            | Periodo                |
| Creación por Felipe IV | Creación por Felipe IV                             | Creación por Felipe IV |
| ---------------------- | -------------------------------------------------- | ---------------------- |
| I                      | José Vicente Talens y Garrigues                    | 1797                   |
| II                     | Vicente María Talens y Mezquita                    | 1801-1826              |
| III                    | Antonio Talens y Román                             | 1833-1840              |
| IV                     | José Antonio Talens y Román                        | 1847-1869              |
| V                      | Ignacio Francisco Tortosa Pérez Talens y Doménech  | 1888-1912              |
| VI                     | Fernando Núñez-Robres y Galiano                    | 1912- 1969             |
| VII                    | José Antonio Núñez-Robres y Rodríguez de Valcárcel | 1970-1972              |
| VIII                   | Fernando Luis Núñez-Robres y Escrivá de Romaní     | 1973-2020              |
| IX                     | Fernando Núñez-Robres y Patiño                     | 2020-actual titular    |

## Historia de los marqueses de la Calzada
- José Vicente Talens y Garrigues (17 de octubre de 1738-10 de octubre de 1797), I marqués de la Calzada.[3][1] Sus padres, José Talens Colomina y Leonarda Garrigues Roser, casados en 1736, fundaron un mayorazgo en 1766 que heredó el I marqués.[4]

Casó en 1766, en Formiche Bajo, con Antonia Mezquita y Cebrián, hija de Gaspar Mezquita y Serret y de Manuela Cebrían y Mirall, barones de Pobadilla. En una escritura del 9 de septiembre de 1797, excluye a Vicente, su hijo primogénito, de la sucesión del mayorazgo y título marquesal y nombró a su hijo segundo, José María Talens y Mezquita (m. 24 de junio de 1803), como su sucesor. Su hermano primogénito presentó una demanda de nulidad de este nombramiento y, por sentencia del 2 de junio de 1801, la sucesión de su hermano José María quedó sin efecto y, en 15 de diciembre de 1801, sucedió:
- Vicente María Talens y Mezquita (Carcagente, 21 de noviembre de 1773-Valencia 28 de octubre de 1826), II marqués de la Calzada[1] oidor de las audiencias de Sevilla, Cataluña y Valencia. [7]

Casó, el 1 de mayo de 1809 en Sevilla, con María del Carmen Ulloa y Remírez de Encalada (m. Cádiz, 12 de enero de 1811), hija de Antonio de Ulloa y de la Torre, teniente general de la Real Armada y comendador de Ocaña en la Orden de Santiago, y de Francisca Melchora Remírez y Encalada. 
A su muerte, la hija de ambos, María del Carmen Talens y Ulloa, nacida en 1803 y legitimada, reclamó el mayorazgo y el título, lo cual fue aprobado en 1826. Sin embargo, Celestina Román Planells, viuda de Antonio Tales y Garrigues (1750-1825), hermano del I marqués y el segundo titular del mayorazgo, inició un pleito ante el Consejo de Castilla alegando el mejor derecho de su hijo Antonio Talens y Román con fallo a su favor en 28 de noviembre de 1828. :
La hija del II marqués, María del Carmen, contrajo matrimonio con Miguel Nicolás Eusebio Galiano Texedor (1798-1863), IV marqués de Montortal. Fueron los padres, entre otros, de Miguel Eusebio Galiano Talens, V marqués de Montortal, sin descendencia, y de María del Carmen Galiano Talens, que fue la VI marquesa de Montortal. Esta última, contrajo matrimonio en 1867 con Fernando Núñez-Robres Salvador y fueron los padres del VII marqués de Montortal y VI marqués de la Calzada desde 1912, así como VI marqués de Montenuevo y XX Barón de Alcacer. En 25 de noviembre de 1833, sucedió en el marquesado el primo hermano del II marqués:
- Antonio Talens y Román (Carcagente, 15 de septiembre de 1814-Valencia, 21 de diciembre de 1840) III marqués de la Calzada.[15]

Contrajo matrimonio, en 1834, con Josefa Yspa. Sin descendencia, en 5 de septiembre de 1847, sucedió su hermano:
- José Antonio Talens y Román (Carcagente, 11 de agosto de 1818-Valencia, 21 de julio de 1869), IV marqués de la Calzada.[18]

Soltero, sin descendencia, sucedió el 17 de marzo de 1888, un bisnieto del I marqués de la Calzada, hijo Manuel Ignacio Tortosa y Talens  —hijo de Francisco Tortosa y García y de Isabel María Talens y Mezquita, hija del I marqués de la Calzada—, y de su esposa María Irene Pérez y Doménech.
- Ignacio Francisco Tortosa Pérez Talens y Doménech (Valencia, julio de 1845-¿?), V marqués de la Calzada.[20] Era hijo de Manuel Ignacio Tortosa y Talens, hijo de Isabel María Talens y Mezquita, hija del primer titular del marquesado. Disfrutó del título hasta el 1 de mayo de 1912[21] cuando, por sentencia judicial, se mandó expedir una nueva carta de sucesión, cancelando la se había expedido a su favor, esta vez a favor de Fernando Núñez Robres Galiano. Este último tenía mejor derecho al ser bisnieto del II marqués de la Calzada como hijo de Fernando Núñez-Robres Salvador, senador del reino, y de María del Carmen Galiano Talens, VI marquesa de Montortal, hija de María del Carmen Talens y Ulloa, hija del II marqués de la Calzada,[22] VI marquesa de Montortal[23] y dama de la Real Maestranza de Valencia.

Sucedió en 4 de junio de 1912:
- Fernando Núñez-Robres y Galiano (Valencia, 13 de febrero de 1882-Valencia, 10 de agosto de 1969),[24] VI marqués de la Calzada,[2] VII marqués de Montortal,[23] VI marqués de Montenuevo,[23] XX barón de Alcácer,[23] caballero maestrante de la Real Maestranza de Caballería de Valencia, diputado a Cortes, académico de la Real Academia de Bellas Artes de San Carlos y gentilhombre de cámara con ejercicio.[2]

Casó, en Valencia el 25 de enero de 1907, con María del Pilar Rodríguez de Valcárcel y de León (19 de noviembre de 1862-3 de mayo de 1930), VIII condesa de Pestagua y marquesa de la Roca. Sucedió su hijo en 17 de noviembre de 1970:
- José Antonio Núñez-Robres y Rodríguez de Valcárcel (13 de noviembre de 1915[2]-28 de noviembre de 1972), VII marqués de la Calzada, X conde de Pestagua, VIII marqués de la Roca,[26]  VIII marqués de Montortal,[27] VII marqués de Montenuevo[27] y XXI barón de Alcacer.

Casó, en la iglesia de San Jerónimo el Real de Madrid, el 2 de diciembre de 1961, con María del Pilar Escrivá de Romaní y Patiño, hija de los condes de Sástago.Le sucedió su hijo en 1973:
- Fernando Luis Núñez-Robres y Escrivá de Romaní (n. Madrid, 7 de enero de 1963), VIII marqués de la Calzada,[29] XI conde de Pestagua, IX marqués de Montortal,[27] VIII marqués de Montenuevo,[27] XXII barón de Alcácer y caballero maestrante de Valencia.

Casó, el 8 de junio de 1990 en Madrid, con María Patiño y Vilallonga, hija de los barones de Bétera. En 24 de junio de 2020 sucedió, por cesión, su hijo:
- Fernando Núñez-Robres y Patiño (n. 1991), IX marqués de la Calzada,[30] caballero maestrante de Valencia.